# Hüttenfeld
Hüttenfeld ist ein Stadtteil von Lampertheim und liegt im südhessischen Landkreis Bergstraße. Besonders erwähnenswert in Hüttenfeld sind das im Jahr 1853 von Freiherr Mayer Carl von Rothschild erbaute Schloss Rennhof und das 1906/07 erbaute alte Schulhaus. Im Schloss Rennhof befindet sich seit 1953 ein litauisches Gymnasium, durch welches Hüttenfeld international bekannt ist.

## Geographie

### Geographische Lage
Hüttenfeld liegt im hessischen Ried und in der Oberrheinischen Tiefebene direkt an der Landesgrenze von Hessen und Baden-Württemberg. Östlich von Hüttenfeld fließt die alte und neue Weschnitz, dazwischen befindet sich das Naturschutzgebiet Weschnitzinsel. Im Süden grenzt der Ort unmittelbar an den Viernheimer Wald an.
| Nutzungsart             | Fläche in ha |
| ----------------------- | ------------ |
| Gebäude- und Freifläche | 59,40        |
| Landwirtschaftsfläche   | 373,10       |
| Waldfläche              | 28,27        |
| Wasserfläche            | 11,38        |
| Verkehrsfläche          | 30,90        |
| Betriebsflächen         | 0,27         |
| Erholungsflächen        | 3,67         |
| Restliche Nutzungsarten | 0,42         |
| Zusammen                | 507,41       |
| Stand vom 30. Juni 2004 |              |

### Hochwasser
Es kam in der Vergangenheit immer wieder zu Hochwassern und auch Ausbrüchen der Weschnitz.

### Flächennutzung
Hüttenfeld besteht in erster Linie aus Wohnbebauung, die höchsten Gebäude sind die katholische Kirche, der Schlossturm sowie das eine Hochhaus. Gewerbegebiete befinden sich in der Tuchbleiche und außerhalb.

### Nachbargemeinden
Der Ortsbezirk Hüttenfeld grenzt im Norden an Lorsch und Heppenheim, im Westen an Lampertheim-Neuschloß. Im Osten befindet sich unmittelbar an der Bebauungsgrenze die Landesgrenze zu Baden-Württemberg und der Stadt Hemsbach. Das Gebiet der Stadt Viernheim beginnt an der südlichen Dorfgrenze.

### Klima und Geologie
Die Region ist eine der wärmsten in Deutschland und das Klima ist entsprechend sehr mild. Der Boden ist recht sandig.

## Geschichte

### Ortsgeschichte
Von den Anfängen bis zu den Weltkriegen
Nach der Meinung einiger Heimatforscher ist das Gebiet um Hüttenfeld schon im Nibelungenlied erwähnt. Das Gebiet am Spissart, die sogenannte Viernheimer Spitz, soll dem im Nibelungenlied erwähnten Speßhart entsprechen.
Eine Vielzahl alter Flurbezeichnungen deuten auf nicht mehr vorhandene Landmerkmale hin. Im Brunnenbuckel existiert inzwischen ein See, da das Material für den Bau der A5 genutzt wurde. Der Sand des Hexenbuckels wurde abgetragen, um einen Sumpf zu beseitigen. Der Hegwald wurde nach dem Krieg gefällt. Im krummen See ist heute die ehemalige Kreismülldeponie.
| Zeit      | Stabhalter      |
| --------- | --------------- |
| 1822–1825 | Johannes Uhrig  |
| 1825–1831 | Georg Delp      |
| 1831–1846 | Michael Bieber  |
| 1846–1853 | Sebastian Uhrig |
| 1853–1871 | Adam Wiegand    |
| 1883–1925 | Fritz Delp      |

Nikolaus Hamm, Valentin Jakob, Johann Walter und Anton Rößling waren die ersten Siedler, die sich am Anfang des 19. Jahrhunderts auf den „Lampertheimer Seewiesen“ niederließen. Den Namen Hüttenfeld erhielt die Ansiedlung am 20. Juli 1813, in Anlehnung an das Zollhaus „Lampertheimer Hütte“ zwischen Kurmainz und Kurpfalz, das sich bis 1728 hier befand und dann einem herrschaftlichen Seewirtshaus weichen musste. Die Anordnung des Großherzogs von Hessen lautete: „Seine Königliche Hohheit, unser Durchleuchtigster Großherzog haben zu befehlen geruhet, daß der Filialort, sonst ‚Lampertheimer Hütte‘ genannt, künftig hin Hüttenfeld genannt werden soll“. Dem Pächter des Hütten-Hofguts, der gleichzeitig Zollerheber zur jetzt badischen Grenze war, wurde im gleichen Jahr das Amt des Stabhalters übertragen. In dieser Zeit wurde in Hüttenfeld in erster Linie Seewirtschaft am heutigen Lorscher See betrieben. Dieser See wurde auch regelmäßig trockengelegt, um Weideland für die Viehhaltung zu bekommen.
Wie die Orte Lampertheim und Hofheim gehörte auch die Lampertheimer Hütte zum Hochstift Worms und kam 1803 auf Basis des „Reichsdeputationshauptschlusses“, der die territorialen Verhältnisse im Reich neu regelte, zur Landgrafschaft Hessen-Darmstadt. Anlass waren die Eroberungen Napoleons, der die französische Staatsgrenze bis an den Rhein ausgedehnt hatte. Dieses letzte Gesetzeswerk des alten Reiches setzte Bestimmungen des Frieden zu Luneville um. Während der Napoleonischen Kriege entstand unter Druck Napoleons 1806 das Großherzogtum Hessen, in dem die Landgrafschaft Hessen-Darmstadt aufging. Das Großherzogtum Hessen war von 1815 bis 1866 ein Mitgliedstaat des Deutschen Bundes und danach ein Bundesstaat des Deutschen Reiches. Es bestand bis 1919, nach dem Ersten Weltkrieg wurde das Großherzogtum zum republikanisch verfassten Volksstaat Hessen. Nach Ende des Zweiten Weltkriegs 1945 befand sich das Gebiet des heutigen Hessen in der amerikanischen Besatzungszone und durch Weisung der Militärregierung entstand das Bundesland Hessen in seinen heutigen Grenzen.
Viele der Hüttenfelder arbeiten auf dem zum Jagdschlosses Neuschloß gehörenden Gut Rennhof.
Die Postkutschenverbindung von Darmstadt nach Mannheim führte früher durch Hüttenfeld.
Großherzog Ernst Ludwig kam zur Hirschjagd nach Hüttenfeld, und auch sein Schwager Nikolaus II., der Zar von Russland, besuchte Hüttenfeld mehrmals.
Die Statistisch-topographisch-historische Beschreibung des Großherzogthums Hessen berichtet 1829 über Hüttenfeld:

„Hüttenfeld (L. Bez. Heppenheim) evangel. Protest. Filialdorf liegt 2 St. von Heppenheim und hat 18 Häuser und 157 Einw, wovon 93 evangel. Protest. und 64 katholisch sind. Hüttenfeld kam 1802 an Hessen.“

Die Verwaltungsgeschichte in Hessen teilt Hüttenfeld mit Lampertheim. In der Statistik des Großherzogtums Hessen wird Hüttendorf 1861 als Filialdorf von Lampertheim, wo sich auch die Bürgermeisterei befindet, mit 47 Häusern und 319 Einwohnern geführt. Bereits 1853 erbaute der Frankfurter Bankier Baron von Rothschild das Schloss Rennhof in dem heute die litauische Oberschule untergebracht ist.
Aus einer Einwohnerliste vom 17. August 1924 geht hervor, dass von den 496 Einwohnern 365 evangelisch und 131 katholisch waren. Darauf finden sich auch die typischen Hüttenfelder Familiennamen Ehret, Rhein, Moos, Eichenauer, Schollmaier, Schmidt, Delp, Falkenstein, Hilsheimer, Schuster, Wiegand, Grieser, Müller, Rößling, Ringenwald, Matecki, Umbach und Keller. Bis ans Ende des Zweiten Weltkrieges gab es in Hüttenfeld kaum mehr als 20 unterschiedliche Familien, ein Zustand, der sich erst mit dem Zuzug von Heimatvertriebenen und anderen neuen Bürgern in den 1960er und 1970er Jahren änderte.
Zeit der Weltkriege
Am 1. August 1914 brach dann der Erste Weltkrieg aus und setzte im ganzen Deutschen Reich der positiven wirtschaftlichen Entwicklung ein Ende. Als nach der deutschen Niederlage am 11. November 1918 der Waffenstillstand unterschrieben wurde, hatte auch Hüttenfeld Gefallene zu beklagen, während der Krieg insgesamt rund 17 Millionen Menschenopfer kostete.
Das Ende des Deutschen Kaiserreiches war damit besiegelt, und die unruhigen Zeiten der Weimarer Republik folgten. In der Zeit von 1921 bis 1930 wurden in Deutschland 566.500 Auswanderer gezählt, die versuchten, den schwierigen Verhältnissen in Deutschland zu entfliehen.
Am 30. Januar 1933 wurde Adolf Hitler Reichskanzler, was das Ende der Weimarer Republik und den Beginn der Nationalsozialistischen Diktatur besiegelte.
In Hessen wurde am 3. Juli 1933 das „Gesetz zur Durchführung von Feldbereinigung zum Zwecke der Arbeitsbeschaffung im Zuge der Riedmelioration“ erlassen. In 13 Gemeinden der Provinz Starkenburg, darunter Hüttenfeld wurde das Feldbereinigungsverfahren auf einer Fläche von 200.000 ha angeordnet. Im Verlauf dieses Meliorations- und Siedlungsprogramms entstanden die beiden Orte Riedrode und Worms-Rosengarten.
Am 1. September 1939 begann mit dem Einmarsch deutscher Truppen in Polen der Zweite Weltkrieg, der in seinen Auswirkungen noch weit dramatischer war als der Erste Weltkrieg und dessen Opferzahl auf 60 bis 70 Millionen Menschen geschätzt werden. Besonders ab 1944 war der verstärke Luftkrieg gegen Deutschland auch in Hüttenfeld zu spüren. Große Fliegerverbände überflogen den Ort bei ihren Angriffen auf die umliegenden Industriestädte Ludwigshafen, Mannheim oder Worms. In diesem Jahr wurde auch die Arbeit auf den Feldern durch die fortgesetzten Tieffliegerangriffe lebensgefährlich. Auch in der Bahn oder auf den Straßen war niemand mehr sicher. In der Endphase des Zweiten Weltkrieges in Europa erreichten die amerikanischen Verbände Mitte März 1945 den Rhein zwischen Mainz und Mannheim. Die Brückenköpfe auf der linken Rheinseite konnten durch die schwachen deutschen Kräfte nicht gehalten werden, was zur Sprengung der Rheinbrücken bei Worms, Nordheim und Gernsheim am 20. März führte. Die sich auf die rechte Rheinseite zurückgezogenen Reste der deutschen 7. Armee mussten fast die gesamte schwere Ausrüstung wie Panzer und Artillerie zurücklassen, was eine Fortsetzung der Kämpfe bei der absoluten Luftherrschaft der Amerikaner und dem Fehlen jeglicher deutscher Reserven eigentlich völlig sinnlos machte. Am 22. März überquerte die 3. US-Armee bei Oppenheim den Rhein und besetzte am 25. März Darmstadt. Das machte aus amerikanischer Sicht ein schnelles Nachrücken der benachbarten 7. US-Armee zur Flankensicherung notwendig. Zur Vorbereitung für deren Rheinüberquerung wurden die meisten Riedgemeinden am 25. und in der Nacht zum 26. März von der amerikanischen Artillerie beschossen. In den ersten Stunden des 26. März 1945 überquerten amerikanische Truppen bei Hamm und südlich von Worms den Rhein. Die bei Worms übergesetzten Kräfte nahmen noch in der Nacht die Ortschaft Rosengarten in Besitz. Nach Osten marschierte die amerikanischen Einheiten in den frühen Morgenstunden in Bürstadt ein und rückte auf der heutigen B47 weiter gegen Lorsch vor. Nach Südosten stießen sie Richtung Lampertheim vor, wobei es zwischen Bürstadt und Lampertheim heftige Gefechte mit deutschen Wehrmachteinheiten gab. Lampertheim selbst wurde nicht verteidigt, sodass beim Einmarsch der Amerikaner noch am selben Tag keine großen Schäden entstanden. Die amerikanischen Panzer rollten nach der Einnahme Lampertheims weiter über Neuschloß und Hüttenfeld Richtung Bergstraße. Am 27. März standen die amerikanischen Einheiten in Lorsch, Bensheim und Heppenheim, und einen Tag später waren Aschaffenburg am Main sowie der westliche und nördliche Teil des Odenwaldes besetzt.
Der Krieg in Europa endete mit der bedingungslosen Kapitulation aller deutschen Truppen, die am 8. Mai 1945 um 23:01 Uhr mitteleuropäischer Zeit in Kraft trat.
Hüttenfeld hatte etwa 20 gefallene oder vermisste Soldaten in diesem Krieg zu beklagen.
Nachkriegszeit
Im Jahr 1983 erfolgte die Angliederung des Hemsbacher Ortsteils Rennhof an Hüttenfeld durch einen Staatsvertrag zwischen Hessen und Baden-Württemberg. Die Ratifizierung des Staatsvertrages erfolgt am 18. März, die Versetzung des Ortsschildes wurde am 21. Juli 1983 durchgeführt und gefeiert.
Im Jahr 2013 feiert Hüttenfeld das 200-jährige Jubiläum seiner Namensgebung mit einer Reihe von Veranstaltungen.

### Seehof und Rennhof
Nördlich von Hüttenfeld existierte von 1833 bis 1855 die eigenständige Gemeinde Seehof mit über 200 Einwohnern. Aufgrund schlechter Bedingungen für die Landwirtschaft, wanderten in den Jahren 1853/1854 die meisten Einwohner der jungen Gemeinde in die Vereinigten Staaten von Amerika aus. Die Häuser wurden versteigert und größtenteils in Hüttenfeld wieder aufgebaut, die Kirchenglocke ihrer Kirche wanderte in das Hüttenfelder Schulhaus. Daher trägt die Hüttenfelder Grundschule seit kurzem den Namen „Seehofschule“. Im Jahr 1983 erfolgte die Angliederung des bisher zu Hemsbach gehörenden Stadtteiles Rennhof.

### Einwohnerentwicklung
Der Anstieg der Bevölkerungszahlen nach dem Zweiten Weltkrieg geht großteils auf den Babyboom und den Bau einer neuen Siedlung zurück, teilweise auch auf Kriegsvertriebene.
| Datum             | Einwohner |
| ----------------- | --------- |
| 1821              | 157       |
| 1861              | 319       |
| 17. August 1924   | 496       |
| 1955              | 695       |
| 27. Mai 1970      | 1307      |
| 31. Dezember 1971 | 1414      |
| 1979              | 1650      |
| 31. Dezember 1982 | 1728      |
| 31. Dezember 1984 | 1950      |
| 31. Dezember 1986 | 1987      |
| 25. Mai 1987      | 1943      |
| 31. Dezember 1993 | 2081      |

| Datum             | Einwohner |
| ----------------- | --------- |
| 31. Dezember 1994 | 1969      |
| 31. Dezember 1995 | 1987      |
| 31. Dezember 1997 | 2023      |
| 31. Dezember 1998 | 2037      |
| 31. Dezember 1999 | 2054      |
| 31. Dezember 2000 | 2042      |
| 31. Dezember 2002 | 2014      |
| 31. Dezember 2003 | 1998      |
| 30. Juni 2004     | 1985      |
| 9. Mai 2011       | 2124      |
| 31. Dezember 2015 | 2223      |
| 21. Dezember 2021 | 2419      |

## Religion
Hüttenfeld war ursprünglich stark protestantisch geprägt. Dies änderte sich durch Zuzüge nach dem Zweiten Weltkrieg.
Es gibt in Hüttenfeld zwei Kirchengemeinden:
- Evangelische Kirchengemeinde Hüttenfeld

Die evangelische Kirchengemeinde ist seit Juli 1983 pfarramtlich verbunden mit der neugegründeten, aus der Lukasgemeinde Lampertheim ausgegliederten evangelischen Johannesgemeinde Neuschloß.
- Katholische Kirchengemeinde Hüttenfeld

## Politik
Hüttenfeld hatte von 1949 bis 1952 einen politischen Beigeordneten in Lampertheim, mit der Einführung der Magistratsverfassung 1952 wurde dieser durch einen eigenständigen Ortsbeirat mit beratender Funktion ersetzt. Der eigentliche kommunale Entscheidungsträger ist die Stadtverordnetenversammlung in Lampertheim. Ortsvorsteher ist Karl Heinz Berg (SPD). Die Zusammensetzung des Ortsbeirates nach der Kommunalwahl 2016 lautet:
- SPD fünf Sitze
- CDU drei Sitze
- FDP einen Sitz

Straßennamen
- Anton Rößling, einer der ersten Siedler (der Name wurde seit der Gründung H. in ununterbrochener männlicher Linie im Ort bis heute (2007) weitervererbt)
- Johann Walter, einer der ersten Siedler (der Name wurde seit der Gründung H. in ununterbrochener männlicher Linie im Ort bis heute (2007) weitervererbt)
- Alfred Delp, Jesuit und Widerstandskämpfer
- Peter Bieber
- Johann-Stelz, der erste Hüttenfelder Lehrer
- Jakob-Müller, Lehrer und Mitgründer des Bauernverbandes
- am Forstacker, am Spissart, im Seefeld, an der Tuchbleiche, am Brunnenbuckel, Seefeld: Alte Flurbezeichnungen

Die restlichen Straßen sind nach den Nachbargemeinden benannt oder besitzen wie die Waldstraße einen Trivialnamen. Die beiden neusten Straßen im Wohngebiet „Alter Sportplatz“ wurden nach Sepp Herberger und Fritz Walter benannt.
Hüttenfeld besitzt eine andere Telefonvorwahl (06256) als Lampertheim (06206), vor der Reform der Postleitzahlen waren auch diese unterschiedlich. Mit der Umstellung der Postleitzahlen mussten auch einige Straßen umbenannt werden, da sie in Lampertheim auch vorhanden waren.

## Kultur und Sehenswürdigkeiten
Am dritten Augustwochenende findet die jährliche Kerwe mit Volkslauf statt, die den Charakter eines Volksfestes hat. Die Litauische Volksgemeinschaft feiert regelmäßig ein Johannisfest. In den 50er Jahren gab es zum Frühlingsanfang einen traditionellen Sommertagsumzug. Das Lied, in dem der Hüttenfelder sein Dorf besingt, heißt „Zwischen Bergstraße und Rhein“. Ferner gibt es die Hüttenfelder Theatergruppe ZwiBuR, die nach diesem Lied benannt ist. Hüttenfeld liegt im Gebiet der süd-rheinfränkischen Dialektgruppe, und Einheimische benutzen gelegentlich einen kurpfälzischen Dialekt.
Ein Teil des Rollrasens für die Fußball-WM 2006 kam aus Hüttenfeld.

### Vereine
- Evangelischer Kirchenchor Hüttenfeld: Er wurde im Juli 1947 von etwa 30 Gemeindemitgliedern gegründet. Im Jahr 2006 hatte er ca. 90 Mitglieder. Im Jahr 2011 sind ca. 24 Sänger und Sängerinnen aktiv.
- Feuerwehrverein Lampertheim-Hüttenfeld e. V.: Im Jahr 2006 hatte er ca. 300 Mitglieder.
- Kath. Kirchenchor Hüttenfeld: Der Kirchenchor hat im Jahr 2006 ca. 30 Mitglieder.
- Kegelclub KC 1964 Hüttenfeld
- Kleingärtnerverein Hüttenfeld e. V.
- Krankenpflege-Verein Hüttenfeld e. V.
- Männergesangverein Sängerbund 1892 Hüttenfeld e. V.[10] (Kinder-, Jugend-, Frauen-, Männer und Gemischter Chor)
- Sportgemeinde 1946 Hüttenfeld e. V.[11] Der Verein wurde am 31. August 1946 mit 36 Mitgliedern gegründet. Mittlerweile umfasst die SG Hüttenfeld die Abteilungen Tischtennis, Sportschützen, Volleyball, Zumba und Fußball und ist mit rund 500 Mitgliedern der größte Verein in Hüttenfeld. Ansässig ist der Verein im Sportpark Hegwald in der Viernheimer Straße (Abteilungen Fußball und Sportschützen) und dem Hüttenfelder Bürgerhaus (Abteilungen Tischtennis, Volleyball und Zumba). Die Sportgemeinde Hüttenfeld organisiert auch den Hüttenfelder Kerwe-Volkslauf, der die alljährliche Kerwe am dritten Augustwochenende eröffnet, sowie weitere Feste im Jahresverlauf (Maifest, Oktoberfest, Fasching).
- Tennis-Club Hüttenfeld e. V.
- Verein der Vogelfreunde Hüttenfeld 1970 e. V.
- Litauische Volksgemeinschaft in der Bundesrepublik Deutschland e. V.
- Theaterverein „ZwiBuR“: Der Hüttenfelder Theaterverein wurde im am 23. Juni 1993 als nicht eingetragener Verein gegründet und ist Teil der evangelischen Kirchengemeinde. Die Schwerpunkte der Arbeit liegen im einmal jährlich stattfindenden Kabarett, den Theateraufführungen in der Weihnachtszeit und der Kerwerede sowie der Förderung der Kinder-Theaterarbeit.

### Bauwerke

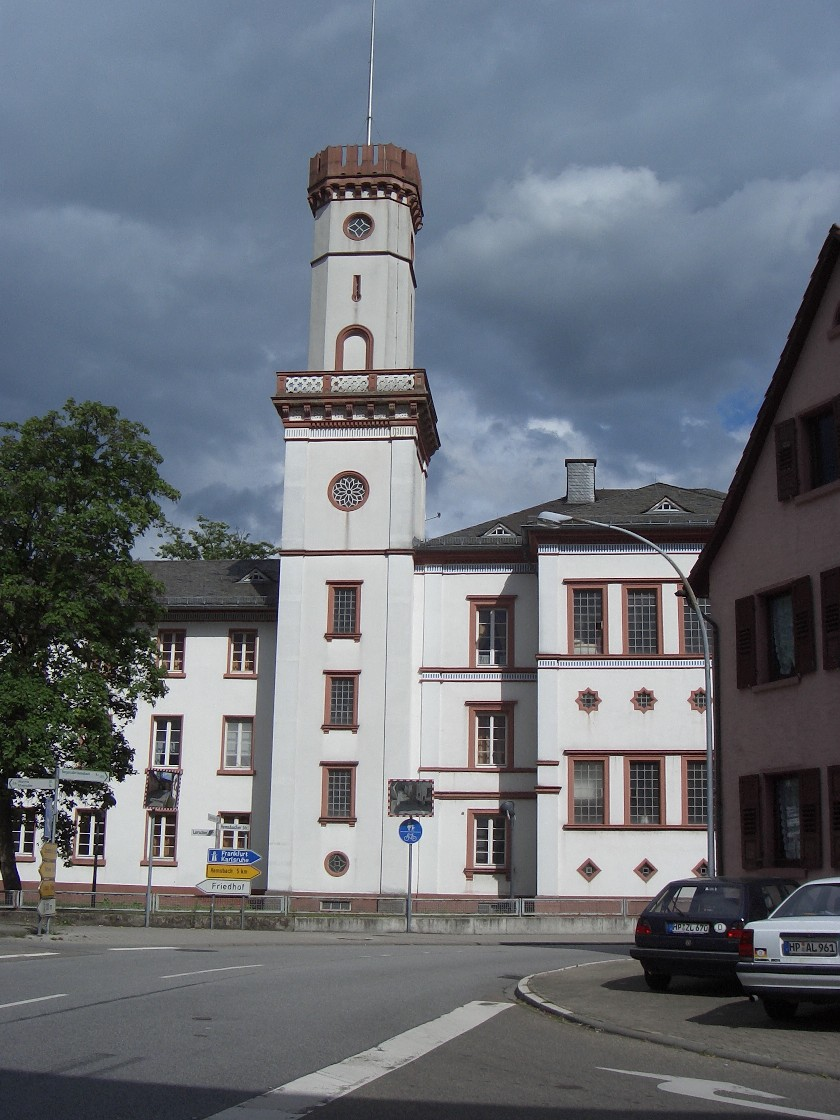
Schloss Rennhof

Die Hüttenfelder Ortsmitte als Gesamtanlage Ortsmitte steht als Kulturdenkmal heute unter Denkmalschutz. Sie umfasst das Schloss Rennhof, das Gut Rennhof, die Grundschule, die Gebäude Lorscher Straße 2 sowie weitere Gebäude wie die Gaststätte Rebstock und Hemsbacher Straße 1.
- Schloss Rennhof

Erbaut wurde es im Jahre 1853 vom Frankfurter Bankier Baron von Rothschild. Nachdem sein letzter adeliger Besitzer, Maximilian von Heyl zu Herrnsheim am 31. März 1952 starb, kaufte der Hüttenfelder Kaufmann Philipp Adam Rhein am 1. Dezember 1952 das Schloss. Wilhelm Peter Funk erhielt im Juni des Jahres 1953 das Gut Rennhof. Am 1. April 1953 wurde das Schloss von dem Litauischen Zentralkomitee erworben und beherbergt seitdem das litauische Gymnasium. Es brannte am 6. Juni 1984 aus und wurde nach vierjähriger Sanierung am 24. Juni 1989 mit einem Europatreffen der litauischen Volksgemeinschaft neu eingeweiht. Es stand bis 1983 im badischen Teil von Hüttenfeld. Das Schloss Rennhof steht als Kulturdenkmal heute unter Denkmalschutz.

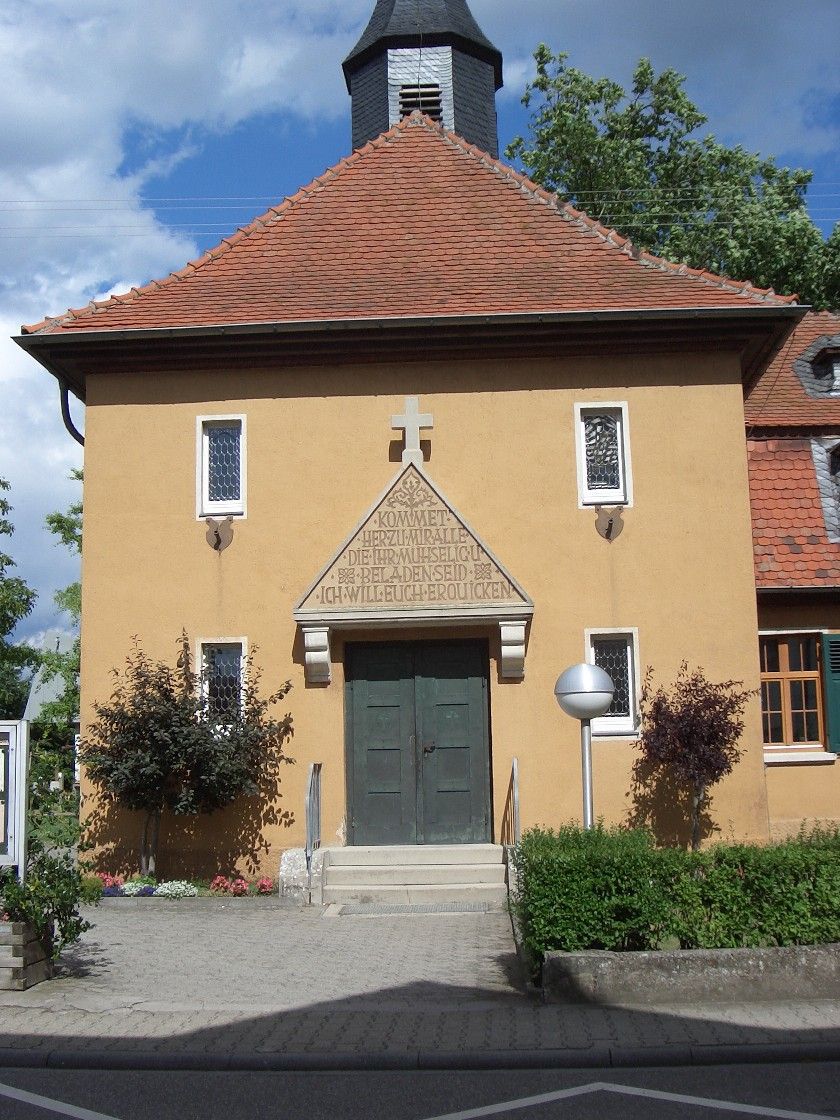
Evangelische Kirche

- „Gustav-Adolf-Kirche“ (evangelisch)

Sie wurde am 12. Juli 1925 eingeweiht, die drei Kirchenglocken versagten aufgrund eines Fehlgusses und wurden am 23. August 1925 nachträglich geweiht. Sie stand bis 1983 im badischen Teil von Hüttenfeld. Die Gustav-Adolf-Kirche steht als Kulturdenkmal heute unter Denkmalschutz.
- Grabensysteme

Das im Jahr 1535 begonnene Grabensystem wurde bis nach dem Zweiten Weltkrieg für die Be- und Entwässerung eingesetzt. Die Hauptarbeiten wurden von 1857 bis 1858 durchgeführt. Weite Teile der Gräben sind inzwischen verkommen oder komplett zugeschüttet. Es existieren einige alte Schleusen sowie Ruinen einer Pumpstation, die in der Vergangenheit das Wasser der Weschnitz über ein Viadukt nach Hüttenfeld pumpte. Die noch erhaltene Schleuse nördlich hinter dem Kreisel nach Lampertheim, der Viadukt im Südwesten über den Landgraben sowie die Brücke am Ende der Viernheimer Straße (die beiden letzteren schon auf Viernheimer Gemarkung) stehen als Kulturdenkmäler heute unter Denkmalschutz.
- Abwassergräben

Von Viernheim kommend verlaufen der Bannholz-, Land- und der schwarze Graben als alte Abwassergräben nach Hüttenfeld. Der Landgraben reicht bis nach Lorsch.
- „Herz-Jesu-Kirche“ (katholisch)

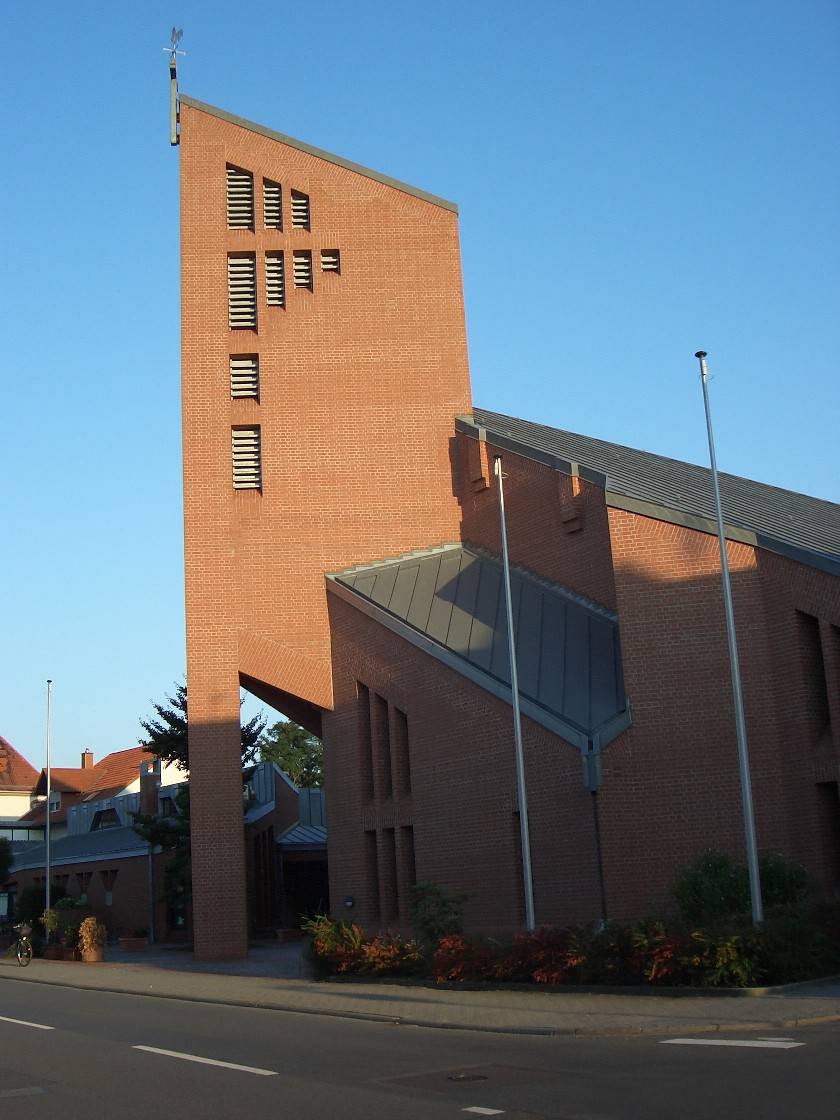
Katholische Kirche

Der Antrag auf Bau einer katholischen Kapelle wurde um Jahr 1868 gestellt, aber erst am 29. Juli 1923 wurde in einem Saal des ehemaligen Gasthauses „Zur Wildbahn“ eine Kapelle eingeweiht. Der letzte Gottesdienst fand dort am 29. März 1992 statt, im Mai wurde die Kirche abgerissen. Die moderne Herz-Jesu-Kirche wurde neben dem Pater-Delp-Zentrum erbaut und am 10. August 1995 von Bischof Karl Lehmann eingeweiht
- Pater-Delp-Zentrum

Das katholische Gemeindezentrum wurde im Jahr 1983 eingeweiht und soll an den Jesuitenpater Alfred Delp erinnern, der seine Kindheit in Hüttenfeld verbrachte.
- Bürgerhaus

Es wurde am 29. September 1978 fertiggestellt und beinhaltet eine Verwaltungsstelle der Stadt Lampertheim, eine Zweigstelle der Stadtbücherei, Räumlichkeiten für die Hüttenfelder Vereine sowie eine Sport- und Mehrzweckhalle.
- Feuerwehrhaus

Das Feuerwehrhaus wurde zusammen mit dem Bürgerhaus gebaut und vor einigen Jahren erweitert.
- Ehemaliges Feuerwehrhaus

- Schulhaus

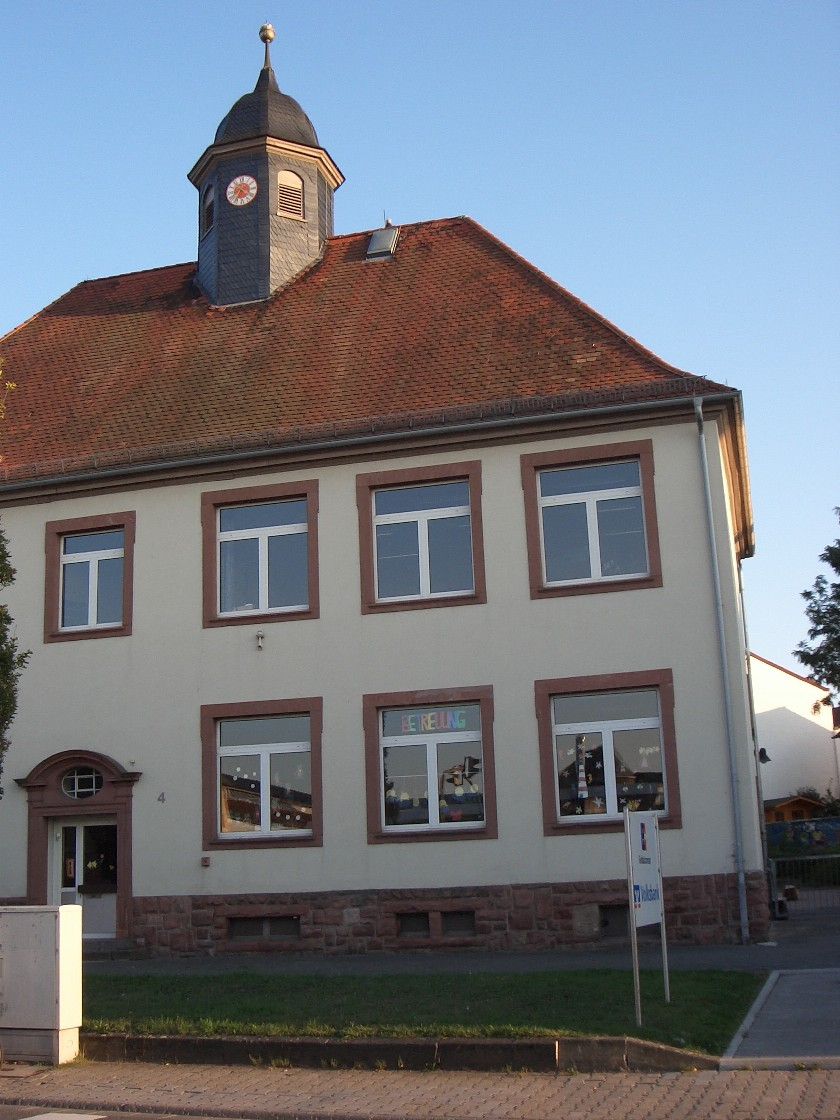
Altes Schulhaus

Die heutige Grundschule ist in dem Schulhaus aus dem Jahr 1906/1907 untergebracht. Im August 2006 bekam die Schule den Namen „Seehofschule Hüttenfeld“. Das erste Schulgebäude kam ursprünglich aus der Gemeinde Seehof und wurde dort 1857 abgebaut um in Hüttenfeld neu errichtet zu werden. 1906/07 erfolgte dann der Neubau auf dem gleichen Gelände. Die Grundschule steht als Kulturdenkmal heute unter Denkmalschutz.
- Ehemalige Forstschule

Im Lehrbetrieb für Waldarbeit und Forsttechnik des Forstamtes Lampertheim wurden bis 2001 Forstwirte ausgebildet. Nachdem die Gebäude der Schule und das Internat einige Jahre leerstanden, nutzt sie nun der Kreisfeuerwehrverband als Ausbildungsstätte. Die Forstwirte werden nun komplett im mittelhessischen Weilburg ausgebildet.
- Tabakschuppen

Einer von zwei großen Tabakschuppen ist erhalten geblieben. Mit drei Stockwerken und einer Größe von 75 auf 8 Meter war er damals Deutschlands größter Tabakschuppen und konnte für das Trocknen von bis zu 3000 Zentner grünem Tabak genutzt werden. Der Tabakschuppen steht als Kulturdenkmal heute unter Denkmalschutz.
- Hüttenfelder Kleingärten

In Hüttenfeld gibt es eine lebendige Kleingartenkultur und neben der kleingärtnerischen Nutzung der Parzellen am Dorfrand finden hier auch vom Kleingärtnerverein organisierte Feste statt.

### Das litauische Gymnasium
Das litauische Gymnasium in Hüttenfeld ist eine staatlich anerkannte Ersatzschule mit angeschlossenem Internat. Es zog nach der Gründung 1950 in Diepholz im Jahre 1954 nach Hüttenfeld in das Schloss Rennhof. Die Einweihung fand am 16. Februar, dem litauischen Nationalfeiertag im Jahr 1954 statt. In der Selbstdarstellung des Gymnasiums wird betont, dass „dieser Stadtteil von Lampertheim zum Zentrum der Litauer in Deutschland wurde.“ Es ist bis zum Ende des Kalten Krieges und der Unabhängigkeit Litauens die einzige litauische Schule in der westlichen Welt und dient dem Erhalt der litauischen Kultur.

## Wirtschaft und Infrastruktur

### Landwirtschaft
In der Vergangenheit war Hüttenfeld stark landwirtschaftlich geprägt und noch heute wird Spargel angebaut. Früher waren es zusätzlich Tabak und Gemüse (Gurken für die Fabriken in Biblis, Karotten und Bohnen). Ebenfalls verbreitet war die Forstwirtschaft, siehe auch Alte Forstschule. Immer wieder wurden auch geringe Mengen Wein in Hüttenfeld angebaut. In der Vergangenheit spielten die landwirtschaftlichen Genossenschaften und deren Infrastruktur (Transportmittel, Bank) eine wichtige Rolle. Bis in die 60er Jahre besaß Hüttenfeld eine eigenständige Genossenschaft, danach erfolgt die Fusion mit Lampertheim.

### Wirtschaft
Aufgrund der wenigen Arbeitsplätze vor Ort pendeln viele Hüttenfelder nach Lampertheim, Viernheim, Weinheim und Mannheim zur Arbeit. Bis zu ihrer Schließung war auch Neuschloß mit seiner chemischen Fabrik ein Arbeitsplatz für Hüttenfelder.
Größere Wirtschaftsunternehmen um Hüttenfeld sind die (2005 geschlossene) Kreismülldeponie (betrieben vom Zweckverband Abfallwirtschaft Landkreis Bergstraße, ZAKB) sowie die Tierkörperverwertungsanstalt.

### Verkehr
Der Kreisverkehr vor der Ortsgrenze von Hüttenfeld bildet einen Kreuzungspunkt zwischen den Landstraßen 3110 Lampertheim–Hemsbach und 3111 Viernheim–Lorsch. Nördlich des Kreisels geht von der L 3111 die L 3398 in Richtung Heppenheim ab. Die L 3111 bis Hüttenfeld und L 3110 von Hüttenfeld bis Hemsbach bilden die U 88.
Autobahn: Die Bundesautobahn 67 durchquert den westlichen Teil des Ortsbezirks Hüttenfeld im Bereich des Forsthauses Wildbahn. Die Bundesautobahn 5 mit der nächsten Autobahnauffahrt Hemsbach verläuft im Osten nur wenige Kilometer von Hüttenfeld entfernt.
Fahrrad: Nach Hemsbach und nach Lampertheim führen gut ausgebaute Fahrradwege, Viernheim, Lorsch und Heppenheim sind über Feldwege mit dem Fahrrad ebenfalls gut erreichbar.
ÖPNV: Hüttenfeld wird von der Stadtlinie 602 Lampertheim Schulzentrum „West“–Neuschloß–Hüttenfeld–Heppenheim, einem Ruftaxi Hüttenfeld–Kreiskrankenhaus Heppenheim und der VRN 644 Worms–Lampertheim–Hüttenfeld–Viernheim bedient.

### Medien
In Hüttenfeld werden alle überregionalen Tageszeitungen ausgeliefert. Bestimmend sind jedoch die Lokalblätter Lampertheimer Zeitung und Südhessen Morgen / Mannheimer Morgen, Letzteres wahlweise mit Lampertheimer oder Viernheimer Lokalteil.

### Öffentliche Einrichtungen
In Hüttenfeld existiert eine eigenständige Grundschule (Seehofschule), eine evangelische Kindertagesstätte, drei Kinderspielplätze sowie eine Freiwillige Feuerwehr (gegründet am 15. Januar 1893). Der Besuch einer weiterführenden Schule war bis zur Öffnung des litauischen Gymnasiums für deutsche Schüler nur außerhalb, meist in Viernheim oder Lampertheim, möglich und ist heute auch noch die Regel. Hüttenfeld besitzt einen eigenen Ortsteilfriedhof.
Im September 2002 wurde die neue Sportanlage Am Hegwald eingeweiht, diese umfasst einen Sportplatz, einen Fußballplatz, einen Beachvolleyballplatz, eine Schießanlage und Vereinsräumlichkeiten. Auf dem Gelände des alten Sportplatzes entstanden ein neues Wohngebiet und ein kleiner Dorfplatz. Bei Vorzugsvarianten der geplanten ICE-Trasse Frankfurt–Stuttgart würde diese nahe an Hüttenfeld vorbeiführen. Im Herbst 2008 fiel der Entschluss die marode Trauerhalle auf dem Hüttenfelder Friedhof abzureißen und stattdessen eine neue, vom ortsansässigen Architekten Gerhard Rhein entworfene Trauerhalle zu bauen.

## Persönlichkeiten

### Söhne und Töchter der Stadt
- Alfred Delp (1907–1945), Jesuit, wohnte von seiner Geburt bis zum Umzug der Familie Delp nach Lampertheim 1914 in Hüttenfeld, Mannheimer Straße. Diese Straße wurde bei der Reform der Postleitzahlen auch nach ihm benannt.
- Konrad Rhein, Träger des Kriegsehrenzeichen, verliehen 1917 von Ernst Ludwig, Großherzog von Hessen und bei Rhein.
- Ewald Ehret (1924–2007), Träger des Kronenkreuzes der Diakonie und des Bundesverdienstkreuzes, wurde im Krieg so schwer verletzt, dass er auf Dauer als zu 90 % behindert galt. Er engagierte sich für den Aufbau und das Leben der Hüttenfelder Vereine und der evangelischen Kirche.

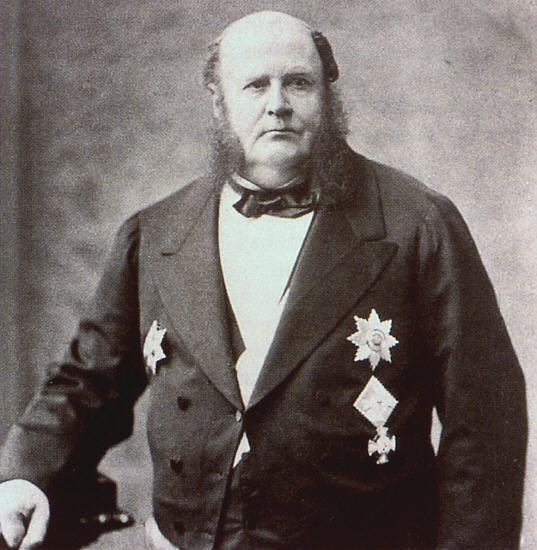
Mayer Carl Freiherr von Rothschild

### Persönlichkeiten, die vor Ort gewirkt haben
- Baron Mayer Carl von Rothschild (1820–1886), Frankfurter Bankier und Erbauer des Schlosses Rennhof
- Freiherr Maximilian von Heyl zu Herrnsheim (1884–1952), letzter adeliger Besitzer des Schlosses Rennhof
- Baronin Annelie von Heyl, geb. Riedesel, Frau von Maximilian von Heyl
- Die Schlagersängerin Lena Valaitis (* 1943) ging im litauischen Gymnasium zur Schule

## Sonstiges
- Ein Teil des Rollrasens für die Fußball-WM 2006 kam aus Hüttenfeld.
- Hüttenfeld besitzt eine andere Telefonvorwahl (06256) als Lampertheim (06206), vor der Reform der Postleitzahlen waren auch diese unterschiedlich. Mit der Umstellung der Postleitzahlen mussten auch einige Straßen umbenannt werden, da sie in Lampertheim auch vorhanden waren.